# Pestalotiopsis glandicola
Pestalotiopsis glandicola är en svampart som först beskrevs av Castagne, och fick sitt nu gällande namn av Steyaert 1949. Pestalotiopsis glandicola ingår i släktet Pestalotiopsis och familjen Amphisphaeriaceae.   Inga underarter finns listade i Catalogue of Life.